# La Settimana Incom

Titolo di testa del primo numero de La settimana Incom

La Settimana Incom è stato un cinegiornale italiano, distribuito settimanalmente nei cinema dal 15 febbraio 1946 al 1965 in 2554 numeri.

## Storia
Il programma nasce nell'immediato dopoguerra per volere di Sandro Pallavicini, fondatore - il 25 ottobre 1938 - della casa di produzione cinematografica INCOM (Industria Corti Metraggi Milano), creata assieme al giornalista Luigi Freddi per contrastare il monopolio dell'Istituto Luce, e la cui attività coinciderà con quella del cinegiornale. Fino al 1956 il cinegiornale fu diretto dallo stesso Pallavicini.
Inizialmente fu finanziato dagli imprenditori italo-svizzeri Cedraschi; nel 1948 il peso della Democrazia Cristiana aumentò, grazie all'acquisizione del 51% delle azioni da parte del finanziere piemontese Teresio Guglielmone, senatore democristiano. Alcuni interventi legislativi - nel 1947 e nel 1948 - a favore delle attualità cinematografiche, oltre alla nuova composizione societaria, accentuarono sempre più l'impostazione filogovernativa del cinegiornale. Nei primi dieci anni il redattore unico dei testi fu Giacomo Debenedetti; tra i suoi redattori Domenico Paolella, Riccardo Paladini, Tullio Kezich, Lamberto Sechi, che ne è stato anche direttore, Antonio Secchi, Giuseppe Maria Scotese, Massimo Rendina, Luigi Barzini e Stefano Canzio.

## Le puntate
Le puntate, della durata di circa 10 minuti ciascuna, venivano proiettate prima dell'inizio dei film. I servizi erano in gran parte incentrati sui bisogni della ricostruzione di uno Stato macerato dalle distruzioni belliche della guerra, oltre alle prospettive di riscatto e progresso. Come altri cinegiornali della INCOM, anche in quelli de  La Settimana Incom, se da una parte l'intento era la divulgazione della condizione nazionale, i servizi erano però molto intrisi di positività su un futuro radioso e a portata di tutti i ceti sociali, nascondendo talvolta le reali differenze che si consolidarono anche nel dopoguerra, producendo di fatto una sorta di antirealismo. Guido Notari sarà la voce ufficiale della Settimana Incom, dove dal 1946 sino a poche settimane prima della sua morte (dal numero 1 al nº 1.500) leggerà tutti i servizi.
La puntata numero 2075 del cinegiornale fu colpita dalla censura. Il servizio Attenzione alle banane! in cui Ghigo Agosti canta la canzone Banana frutto di moda, accompagnato con immagini di ragazze impegnate a mangiare il frutto, venne eliminato.

## Digitalizzazione
Nel 1967 l'archivio ed il marchio della INCOM - oramai in crisi irreversibile dalla fine degli anni cinquanta, e non più in attività da due anni - vennero ceduti all'Istituto Luce. La stessa istituzione iniziò, alla fine degli anni novanta, l'archiviazione e la digitalizzazione di tutte le puntate, ora disponibili nel proprio sito web.

## La sede Incom

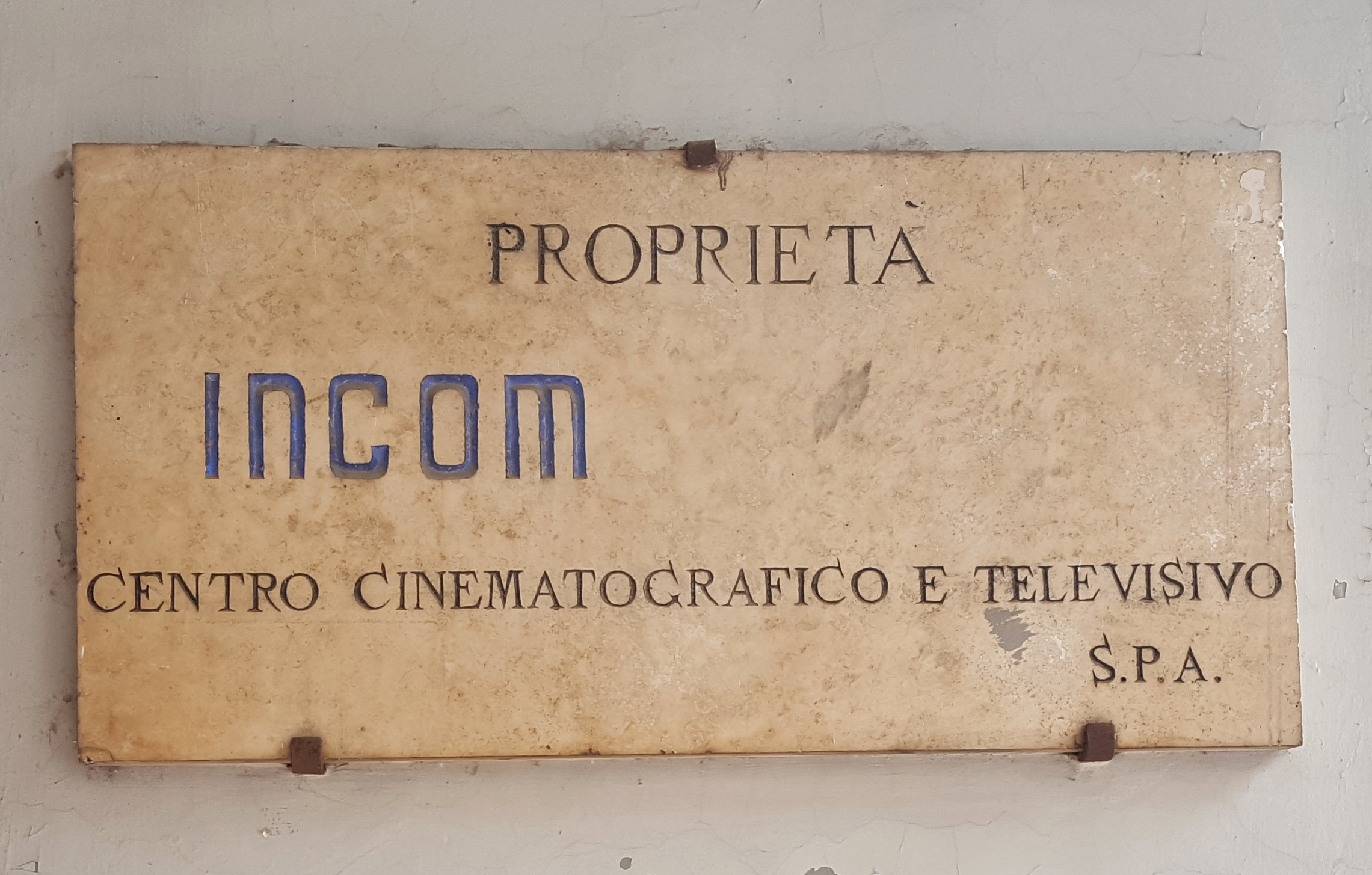
Insegna posta negli studi televisivi CPTV Nomentano, ex stabilimenti INCOM

Dal 1946 al 1952 la società Incom ebbe sede in via Vincenzo Bellini a Roma. Nel 1953 la casa produttrice si dotò di un'avveniristica sede-campus, con teatri di posa e centri di produzione. L'ingresso - monumentale - era all'incrocio fra via Nomentana e via Ettore Romagnoli. La scelta si rivelò - a posteriori - inopportuna, dato il crollo nella distribuzione in conseguenza dell'avvento della televisione. Con il declino dell'azienda, le strutture passarono alla Dear ("Distribuzione Edizioni Angelo Rizzoli", fondata nel 1951).
Ampiamente rimaneggiata nel tempo (gli stessi ingressi sono stati murati e trasferiti all'altezza dell'attuale numero 833 di via Nomentana, con entrata in via Ettore Romagnoli 30), stravolta nell'impostazione, e ridotti gli ampi spazi verdi del progetto iniziale con l'aggiunta di ulteriori edifici ed abbattimento dei preesistenti, la costruzione è stata utilizzata e successivamente acquistata - nel 2010 - dalla Rai, che vi ha insediato i propri studi del "CPTV Nomentano" (Studi Dear), con le platee e gli studi più grandi ed i reparti costumi, trucco e arredamento. Nel 2015, assieme ad altre sedi Rai, è stata temporaneamente abbandonata per un'opera di risanamento e ristrutturazione.
Dal 2018, in seguito alla scomparsa del noto conduttore Fabrizio Frizzi, gli studi del centro di produzione TV Rai della Dear/Nomentano sono stati a lui intitolati, diventando gli "Studi Televisivi Fabrizio Frizzi".